# John Hilton Edwards
John Hilton Edwards (* 26. März 1928 in London; † 11. Oktober 2007 in Oxford) war ein britischer Humangenetiker.
Edwards studierte Medizin und Zoologie in Cambridge und Middlesex. 1960 beschrieb er erstmals das dann nach ihm benannte Edwards-Syndrom (Trisomie 18), das durch eine Trisomie des menschlichen Chromosom 18 oder von Teilen davon hervorgerufen wird.